# Dyrlægens natmad
Dyrlægens natmad er et stykke smørrebrød: en skive rugbrød smurt med fedt/smør med leverpostej og skiver af saltkød øverst. Det er pyntet med sky og løgringe.
Det har navn efter dyrlæge Sigurd Keilgaard, der var stamgæst i Oskar Davidsens smørrebrødsrestaurant. Keilgaard spiste angiveligt hver aften i restauranten. Keilgaard tilså hestene i Cirkus Miehe og De Kongelige Stalde. Den oprindelige udgave var uden løgringe og grønt.
Der er opstået en variant med skiver af spegepølse i stedet for saltkød. Den kaldes dyrlægens morgenmad, også efter Keilgaard. Den øvrige udformning er den samme.
Dyrlægens natmad er kaldt et legendarisk indslag i dansk gastronomisk smørrebrødstradition.